# Ragazze Quartet

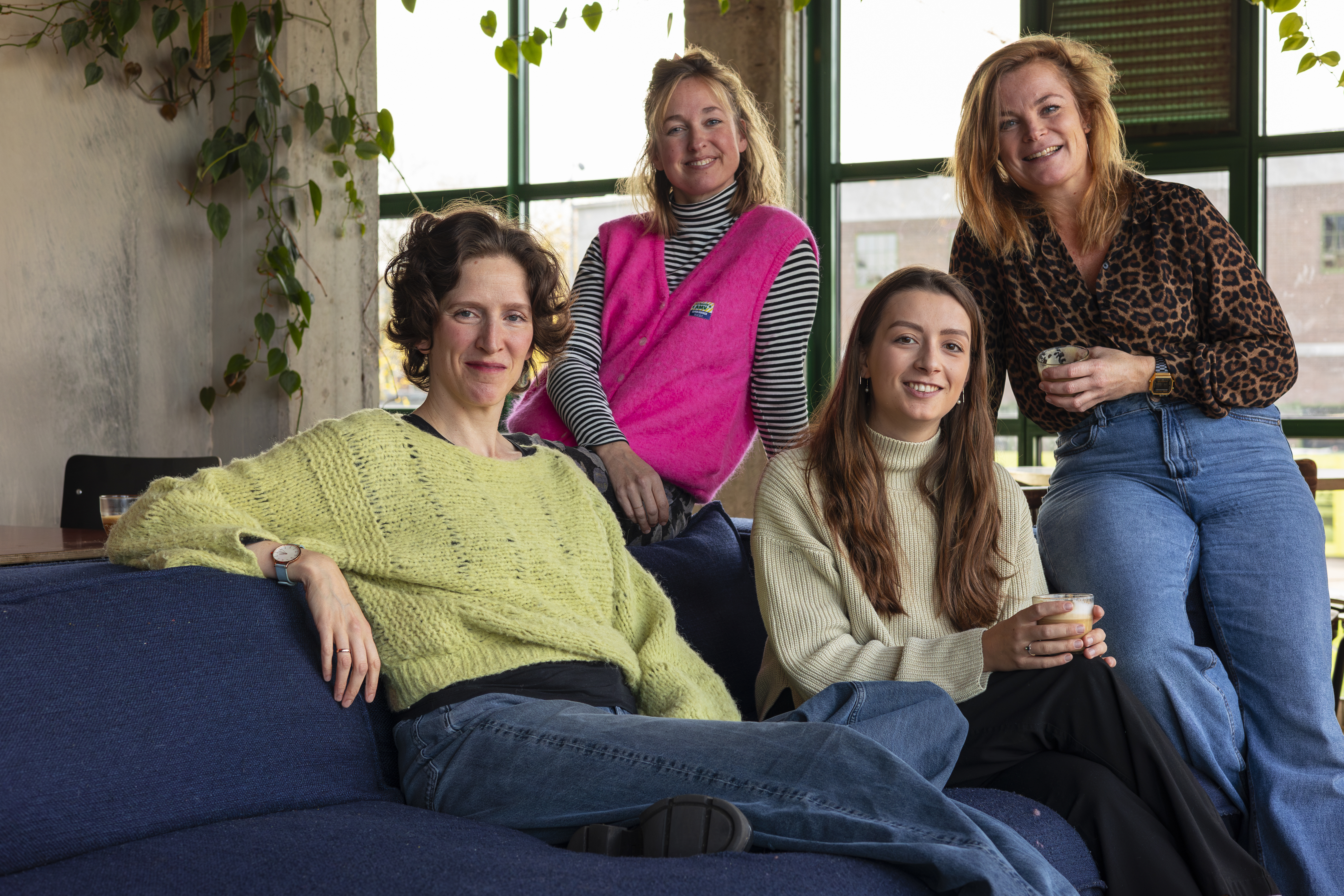
Ragazze Quartet eind 2024

Het Ragazze Quartet is een Nederlands strijkkwartet. Het kwartet volgde de tweejarige voltijdsopleiding aan de Nederlandse Strijkkwartet Academie en sloot deze af in 2011. In 2013 won het kwartet de Kersjes Prijs, een prijs die jaarlijks wordt uitgereikt aan een uitzonderlijk talent in de Nederlandse kamermuziek. In 2017 won het Ragazze Quartet de Operadagen Rotterdam Award.
Sinds eind 2024 bestaat het Ragazze Quartet uit de violisten Rosa Arnold en Jeanita Vriens-van Tongeren, altvioliste Annemijn Bergkotte en celliste Nathalie Flintrop. Eerdere cellisten waren Geneviève Verhage (-2013), Kirsten Jenson, Amber Docters van Leeuwen en Rebecca Wise (2016-2024).
Het Ragazze Quartet werkt vaak samen met andere musici, theatermakers en organisaties als Nederlands Dans Theater, het Kronos Quartet, Orkater en het Holland Festival. Daarnaast is het kwartet sinds 2017 artistiek leider van September Me in Amersfoort, Muziekfestival voor ontdekkers en verdwalers.

## Discografie
- Vivere (Joseph Haydn, Franz Schubert, Jörg Widmann) (2013)
- Česko (Antonín Dvořák, Erwin Schulhoff) (2015)
- Four Four Three (Terry Riley) met Kapok en Slagwerk Den Haag (2016)
- The Secret Diary of Nora Plain (Lucky Fonz III/Morris Kliphuis) met Nora Fischer en Remco Menting (2017)
- Spiegel (Felix Mendelssohn, Ludwig van Beethoven) (2017)
- Bartók Bound (Béla Bartók) (2019)
- Bartók Bound vol. 2 (Béla Bartók) (2021)
- Winterreise (Franz Schubert) met Martijn Cornet (2021)
- Open Spaces (Garth Knox) met Garth Knox (2023)
- But Not My Soul (Florence Price, Antonín Dvořák, Rhiannon Giddens) (2024)